# 비우 (1968년 영화)
비우(Mayerling)는 영국에서 제작된 테렌스 영 감독의 1968년 드라마, 멜로/로맨스 영화이다. 오마 샤리프 등이 주연으로 출연하였고 로버트 돌프먼 등이 제작에 참여하였다.

## 출연

### 주연
- 오마 샤리프
- 까뜨린느 드뇌브
- 제임스 메이슨
- 에바 가드너

### 조연
- 제임스 로버트슨 저스티스
- 제네비에브 페이지

## 제작진
- 원작자: 클로드 아넷
- 미술: 조르쥬 왁헤비치
- 의상: 마르셀 에스코피어

## 한국판 성우진

### MBC (1993년 11월 6일)
- 양지운 - 루돌프 (오마 샤리프)
- 송도영 - 마리아 (까뜨린느 드뇌브)
- 노민 - 프란츠 (제임스 메이슨)
- 홍승옥 - 엘리자베스 (에바 가드너)
- 박일
- 이규연
- 김용식
- 전임복
- 김명수
- 탁재인
- 이종오
- 박영희
- 신성호
- 윤소라
- 김혜경
- 이우신
- 황윤걸
- 김강산